# Hannah McKay
Hannah McKay is een personage uit de televisieserie Dexter, gespeeld door Yvonne Strahovski. Het personage wordt geïntroduceerd in de derde aflevering van het zevende seizoen.

## Personage
Hannah McKay was vijftien jaar oud toen ze samen met haar oudere vriendje Wayne Randall een reeks seriemoorden pleegde. Het koppel werd gevat en Hannah werd voor zes jaar opgesloten in een jeugdinstelling. Al die tijd bleef ze echter beweren nooit actief te hebben deelgenomen aan de moorden. Wanneer ze uiteindelijk besloot te getuigen tegen Randall, verleende justitie haar immuniteit van verdere vervolging.
Ze nam haar leven weer op en trouwde met een man, die ze uiteindelijk vergiftigde omdat hij haar tot abortus wou dwingen. Nadien erfde ze de tuinzaak van haar voormalige werkgeefster; Hannah wordt ervan verdacht ook haar vergiftigd te hebben.

## Seizoen 7
Hannah McKay komt in aanraking met het team van Miami Metro, wanneer Wayne Randall eindelijk verdere verklaringen in de zaak rond de seriemoorden aflegt. Dexter moet een DNA-staal van Hannah afnemen en raakt meteen in de ban van haar.
Randall pleegt zelfmoord, waarna Hannah besluit om de politie dan maar zelf verder te helpen. Bij het terugvinden van enkele lichamen, komt Dexter tot de ontdekking dat Hannah de politie al die tijd heeft voorgelogen: ze heeft ook zelf gemoord. Dexter veinst een romantisch afspraakje met Hannah en plant haar te vermoorden. Uiteindelijk slaagt hij er niet in om door te zetten en laat hij haar weer vrij, waarna ze een stomende vrijpartij beleven in de moordkamer. Dexter en Hannah besluiten elkaar te blijven zien, en Hannah verzekert hem dat zijn geheim bij haar veilig blijft.
Misdaadauteur Sal Price heeft een boek geschreven over het leven van Wayne Randall en wil nu ook een sequel uitbrengen over het leven van Hannah. Na veel aandrang stemt ze in met een interview, waarbij ze bekent dat ook zij een moordenaar is. Meteen daarna vergiftigt ze Price, die even later dood neervalt in het appartement van Dexter. Voor zijn dood deelde Price echter een schat aan informatie met Debra, die van dan af aan vastberaden is om Hannah uit het leven van Dexter te doen verdwijnen.
Hoewel Dexter meermaals tussenbeiden probeert te komen, escaleert de vete tussen Hannah en Debra. Uiteindelijk vergiftigt Hannah een fles water van Debra met een overdosis kalmeermiddelen, waarna Debra een auto-ongeluk krijgt, dat ze echter overleeft. Hannah ontkent iets met het ongeval te maken te hebben, maar Dexter vertrouwt haar niet langer en zorgt ervoor dat ze achter de tralies belandt. Nadat de raadkamer haar hechtenis verlengd heeft, weet ze uit het gevangenistransport te ontsnappen.

## Seizoen 8
De voortvluchtige Hannah komt halverwege het seizoen weer in beeld. Ze blijkt een machtige zakenman aan de haak te hebben geslagen, die haar van een nieuwe identiteit heeft voorzien. Hannah zoekt echter haar toevlucht tot Dexter, omdat de man haar naar eigen zeggen mishandelt. Uiteindelijk is het Hannah zelf die hem tijdens een zoveelste strubbeling vermoordt. Dexter helpt haar van het lichaam af te raken, maar maakt haar ook duidelijk dat ze zo snel mogelijk het land moet ontvluchten. Ze vraagt een dolverliefde Dexter of hij en Harrison niet met haar willen meegaan. Dexter gaat akkoord en treft de eerste voorbereidingen.
Een gefrustreerde Debra - die intussen voor een privédetective werkt - vertrouwt Hannah nog steeds niet en tipt haar baas over het feit dat ze opnieuw is opgedoken. Op die manier worden Dexter en Hannah al snel in het nauw gedreven.